# Ferrero Tennis Academy
La Ferrero Tennis Academy es una escuela de tenis de alto rendimiento situada en  Villena, Alicante (España). Con una superficie de 120.000 metros cuadrados, ofrece instalaciones y servicios para el entrenamiento y la práctica del tenis. Desde 2022 también ofrece servicios de formación de pádel de alto rendimiento, la primera Academia internacional deportiva en enfocarse en este deporte.  
La Academia fue fundada en 1990 por Antonio Martínez Cascales; siendo ya entrenador de Juan Carlos Ferrero, quien tenía entonces apenas 10 años. Cascales, junto a Samuel López, inició la formación de jugadores en este deporte a nivel profesional. Entre los jóvenes destacó Juan Carlos Ferrero, quien más tarde llegaría a colocarse en el número 1 del ranking ATP y tras su retirada se convertiría en el principal dueño de la Academia y posteriormente entrenador personal de Carlos Alcaraz. Sin embargo, la construcción de la Academia no comenzó hasta finales de 1994, en un terreno que contaba con una pequeña casa y dos pistas de tenis. Este lugar es precisamente donde se encuentra ubicada la Academia en la actualidad.

## Instalaciones y servicios
Actualmente, la Ferrero Tennis Academy cuenta con un complejo deportivo que alberga 25 pistas de tenis de todas las superficies: 12 pistas de tierra batida, 10 pistas duras, una pista cubierta dura, una pista central (dura) y una pista de hierba. Con el aumento de la oferta de servicios en los últimos años también creció en pistas de pádel, tres de estas cubiertas y cinco pistas exteriores con suelo profesional del fabricante Mondo. Junto a las pistas hay gimnasio, clínica de fisioterapia, consultoría de nutrición y de psicología, colegio, alojamiento y restaurante.
La Ferrero Tennis Academy se caracteriza por ser elitista a la hora de componer su equipo de jugadores anuales. Todos ellos con el objetivo de intentar ser profesionales. Los jugadores reciben atención constante y entrenamiento personalizado por parte de los empleados de la academia, que incluye entrenadores certificados, preparadores físicos, fisioterapeutas, médicos y psicólogos. El equipo trabaja bajo las direcciones de Juan Carlos Ferrero y Antonio Martínez Cascales. A pesar del concepto elitista para ser parte de su equipo de jugadores anuales, la Ferrero Tennis Academy ofrece diferentes programas de corta estancia para toda clase alumnos: niños, adultos e incluso familias enteras independientemente de la edad y el nivel. 

## Jugadores destacados

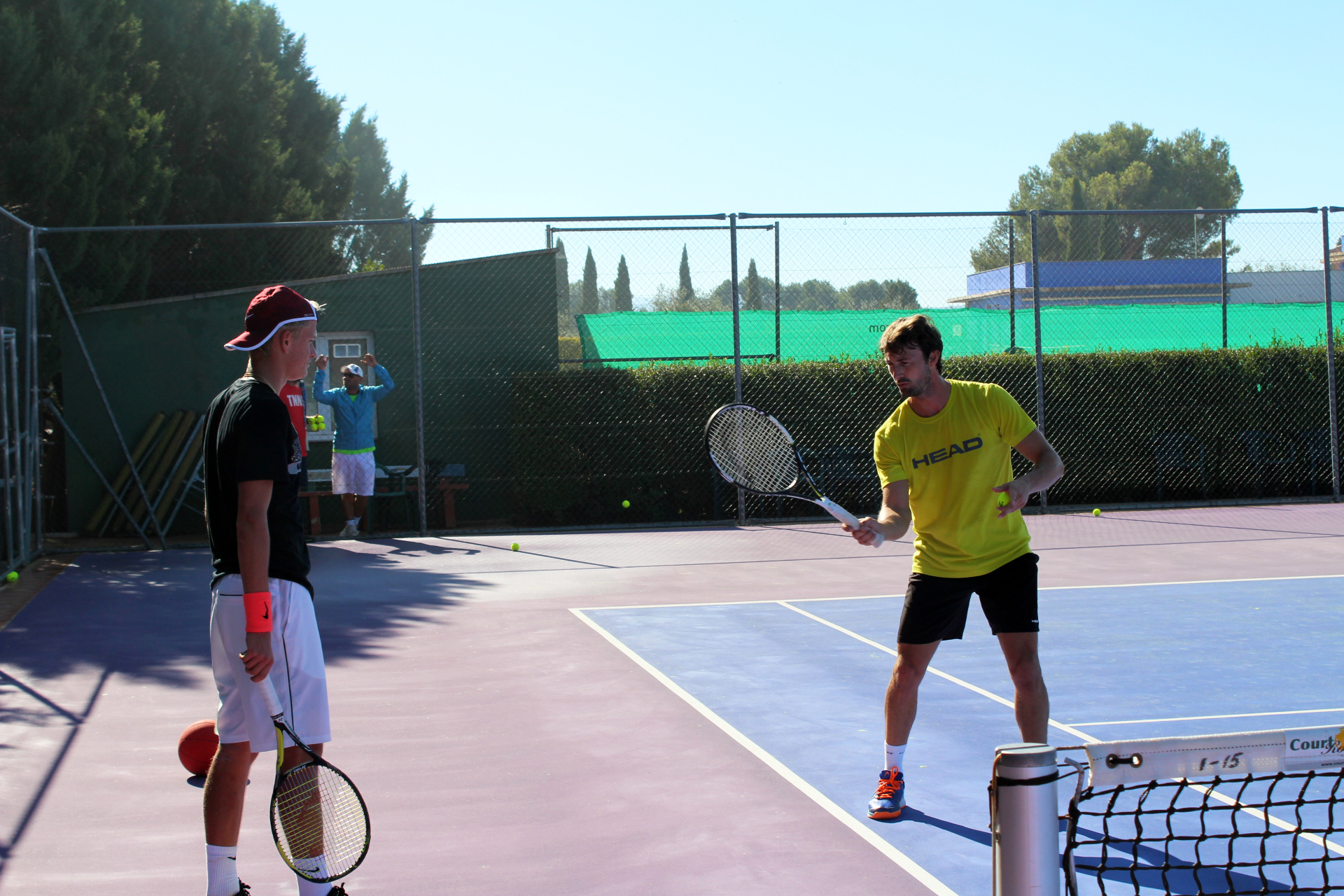
Nicola Kuhn (izq.) y Juan Carlos Ferrero (der.) en la academia en 2015

La Academia se ha destacado como la única del siglo XXI en llevar a dos jugadores al más alto nivel del ranking, logrando este éxito al formarlos desde una edad temprana. Este es el caso de Juan Carlos Ferrero y Carlos Alcaraz quienes han llegado a situarse en el puesto número 1 en el ranking ATP. Otros jugadores destacados que han pasado por la Academia, o siguen formándose hoy en día ahí, son: 
- Pablo Carreño Busta (Top10 mundial y medallista olímpico con la Academia, bajo las órdenes de Samuel López).
- David Ferrer (primeros puntos ATP con la Academia).
- Alexander Zverev (Top5 mundial bajo las órdenes de Juan Carlos Ferrero).
- Nicolás Almagro (Top10 mundial con la Academia).
- María Sharapova (preparación de las giras de tierra, entre ellas la que la llevó a ganar Roland Garros y volver al número 1 mundial en 2012).
- Dinara Sáfina (inicios y ascenso en el ranking WTA).
- Tita Torró (toda su carrera hasta el Top50 WTA).
- María José Martínez (inicios).
- Guillermo García López (Top50 ATP).
- Santiago Ventura (Top50 ATP).

Entre muchos otros como Mayar Sherif, James Ward, Mariusz Fyrstenberg, Camila Giorgi, Marta Domachowska o Cedrik-Marcel Stebe.

## Historia
La escuela de tenis, conocida inicialmente como Equelite, creció junto con Ferrero desde sus inicios. Tras su retiro en 2012, Juan Carlos tomó las riendas de la academia, siempre respaldado por el equipo que había fundado la institución y lo había acompañado a lo largo de su carrera deportiva; es por ello por lo que en honor a su trayectoria deportiva como exalumno, actual entrenador y principal referente de la academia se realizó el cambio de nombre de la Academia a como se le conoce en la actualidad: Ferrero Tennis Academy. Ferrero reside en la propia Academia junto a su familia, lo que le permite conocer de cerca a los jugadores ayudándoles en pista para alcanzar sus objetivos y supervisar tanto los entrenamientos como los calendarios. 
En la Academia han tenido lugar numerosos torneos tanto a nivel nacional como internacional, atrayendo a jugadores de diversas partes del mundo. Entre estos torneos se encuentran los Torneos ITF Mens y Womans, el Torneo Junior ITF J300, uno de los primeros torneos de España de Pickleball, el Mediterranean Open, torneos nacionales como Marca o Warriors Tour, torneos de pádel y el Torneo Profesional ATP Challenger 100 Villena. En el verano de 2023, la Academia hizo historia al ser el escenario donde el polaco Jedrzej Myszkowski estableció un nuevo récord Guinness al disputar consecutivamente un total de 37 partidos de tenis sin descanso, récord que anteriormente ostentaba Wimbledon.